# 食蟹獴
食蟹獴，又名棕簑貓，是獴科食蟹獴屬的模式種，分布於喜馬拉雅山脈東段、中國大陸長江流域以南、中南半島與臺灣，喜棲息於溪流與水田，善於游泳和潛水，是重要的指標物種，在印度受《瀕危野生動植物種國際貿易公約》保護，在臺灣則曾被公告為珍貴稀有野生動物，2019年起被公告為其他應予保育之野生動物。蟹為其食物之一，因而得名，但其獵物亦包含其他許多蟲魚鳥獸，也尚未確知蟹是否為其最主要的食物。

## 生物特徵
食蟹獴体色通常为灰色，面部和颈部两侧有白色的條紋。除了以蟹类为食外，它们也吃鱼、蜗牛、蛙、啮齿类、鸟、爬行类以及昆虫。食蟹獴日行性、家族群聚，指間有半蹼，善泳亦會潛水。 一般居住在水边、湿地中，或則靠海丘陵地帶。

## 亚种
食蟹獴包含以下四個亚种：
- 食蟹獴越南亞種（学名： (Bechthold, 1936)）
- 食蟹獴臺灣亞種（学名： (Bechthold, 1936)）
- 食蟹獴華南亞種（学名： (Bechthold, 1936)）
- 食蟹獴指名亚种（学名： (Hodgson, 1836)）